# Recopa de Europa de baloncesto 1972-73
La Recopa de Europa de Baloncesto 1972-73 fue la séptima edición de esta competición organizada por la FIBA que reunía a los campeones de las ediciones de copa de los países europeos. Tomaron parte 26 equipos, cinco más que en la edición precedente, proclamándose campeón el equipo ruso del BC Spartak Leningrado. Se estableció por primera vez una fase previa.

## Participantes
| Albania                       | 1 | Vllaznia                |
| Austria                       | 1 | Mounier Wels            |
| Bélgica                       | 1 | Racing Antwerpen        |
| Bulgaria                      | 1 | Levski-Spartak          |
| Checoslovaquia Czechoslovakia | 1 | Spartak ZJŠ Brno        |
| Inglaterra                    | 1 | Sutton & Crystal Palace |
| Finlandia                     | 1 | NMKY Helsinki           |
| Francia                       | 1 | Olympique Antibes       |
| Grecia                        | 1 | Olympiacos              |
| Hungría                       | 1 | Csepel                  |
| Islandia                      | 1 | KR                      |
| Israel                        | 1 | Maccabi Ramat Gan       |
| Italia                        | 1 | Mobilquattro Milano     |
| Luxemburgo                    | 1 | Sparta Bertrange        |
| Marruecos                     | 1 | CMC                     |
| Países Bajos                  | 1 | Raak Punch              |
| Polonia                       | 1 | Śląsk Wrocław           |
| Portugal                      | 1 | Benfica                 |
| Rumania                       | 1 | Steaua București        |
| Unión Soviética               | 1 | Spartak Leningrad       |
| España                        | 1 | Juventud Schweppes      |
| Suecia                        | 1 | Solna                   |
| Suiza                         | 1 | Union Neuchâtel         |
| Turquía                       | 1 | Galatasaray             |
| Alemania Occidental           | 1 | Gießen 46ers            |
| Yugoslavia                    | 1 | Jugoplastika            |

## Ronda preliminar
| Equipo 1                | Agr.    | Equipo 2     | Ida   | Vuelta |
| ----------------------- | ------- | ------------ | ----- | ------ |
| Vllaznia                | 121–152 | Galatasaray  | 57–64 | 54–60  |
| CMC                     | 124–206 | Mounier Wels | 66–99 | 58–107 |
| Sutton & Crystal Palace | 147–154 | Benfica      | 76–77 | 71–77  |

## Primera ronda
| Equipo 1            | Agr.    | Equipo 2           | Ida    | Vuelta |
| ------------------- | ------- | ------------------ | ------ | ------ |
| Galatasaray         | 121–152 | Śląsk Wrocław      | 55–73  | 66–79  |
| Mobilquattro Milano | 193–114 | Union Neuchâtel    | 100–62 | 84–52  |
| Raak Punch          | 165–175 | Olympiacos         | 88–68  | 77–107 |
| Spartak ZJŠ Brno    | 189–156 | Mounier Wels       | 107–73 | 82–83  |
| Solna               | 188–150 | NMKY Helsinki      | 93–61  | 95–89  |
| Csepel              | 116–165 | Olympique Antibes  | 55–81  | 61–84  |
| Sparta Bertrange    | 121–187 | Juventud Schweppes | 63–92  | 58–95  |
| KR                  | 107–229 | Gießen 46ers       | 56–127 | 51–102 |
| Levski-Spartak      | 141–144 | Jugoplastika       | 70–65  | 71–79  |
| Benfica             | 166–203 | Racing Antwerpen   | 86–83  | 80–120 |
| Maccabi Ramat Gan   | 150–153 | Steaua București   | 83–72  | 67–81  |

Clasificado automáticamente para la fase de cuartos de final
- BC Spartak Leningrado

## Segunda ronda
| Equipo 1          | Agr.    | Equipo 2            | Ida    | Vuelta |
| ----------------- | ------- | ------------------- | ------ | ------ |
| Śląsk Wrocław     | 139–145 | Mobilquattro Milano | 69–60  | 70–85  |
| Olympiacos        | 161–170 | Spartak ZJŠ Brno    | 87–94  | 74–76  |
| Solna             | 131–219 | Spartak Leningrad   | 67–115 | 64–104 |
| Olympique Antibes | 139–149 | Juventud Schweppes  | 67–71  | 72–78  |
| Gießen 46ers      | 166–191 | Jugoplastika        | 84–99  | 82–92  |
| Racing Antwerpen  | 150–152 | Steaua București    | 80–76  | 70–76  |

## Cuartos de final
Los cuartos de final se jugaron con un sistema de todos contra todos, en el cual cada enfrentamiento a doble vuelta contaba como un único partido.
|  | Clasificados para semifinales |

|    | Equipo              | PJ | Pts | G | P | PF  | PC  | Dif. |
| -- | ------------------- | -- | --- | - | - | --- | --- | ---- |
| 1. | Spartak Leningrad   | 2  | 4   | 2 | 0 | 290 | 267 | +23  |
| 2. | Mobilquattro Milano | 2  | 3   | 1 | 1 | 300 | 288 | +12  |
| 3. | Spartak ZJŠ Brno    | 2  | 2   | 0 | 2 | 313 | 348 | -35  |

|    | Equipo             | PJ | Pts | G | P | PF  | PC  | Dif. |
| -- | ------------------ | -- | --- | - | - | --- | --- | ---- |
| 1. | Jugoplastika       | 2  | 4   | 2 | 0 | 314 | 295 | +19  |
| 2. | Juventud Schweppes | 2  | 3   | 1 | 1 | 296 | 298 | -2   |
| 3. | Steaua București   | 2  | 2   | 0 | 2 | 294 | 311 | -17  |

## Semifinales
| Equipo 1          | Agr.    | Equipo 2            | Ida   | Vuelta |
| ----------------- | ------- | ------------------- | ----- | ------ |
| Spartak Leningrad | 152–118 | Juventud Schweppes  | 95–64 | 57–54  |
| Jugoplastika      | 178–161 | Mobilquattro Milano | 96–81 | 82–70  |

## Final
20 de marzo, Alexandreio Melathron, Salónica
| Equipo 1          | Resultado | Equipo 2     |
| ----------------- | --------- | ------------ |
| Spartak Leningrad | 77–62     | Jugoplastika |

| 20 de marzo de 1973 | Spartak Leningrad                 | 77–62       | Jugoplastika                 | |  |
|                     | Parciales: 37-28, 40-34           |             |                              | |  |
|                     | Estadísticas Valerij Fjodorov, 25 | Reporte Pts | Estadísticas Damir Šolman 24 | Pabellón: Alexandreio Melathron, Salónica Asistencia: 5.500 espectadores Árbitros: Hüsamettin Topuzoǧlu (TUR), Aldo Albanesi (ITA) |  |

| Campeón de la Recopa de Europa 1972–73 |
| -------------------------------------- |
| BC Spartak Leningrado 1.er título      |